# Natação nos Jogos Pan-Americanos de 2019 - 100 m borboleta masculino
As competições dos 100 metros borboleta masculino da natação nos Jogos Pan-Americanos de 2019 foram realizadas em 7 de agosto no Centro Aquático Nacional, em Lima, no Peru. 

## Calendário
Horário local (UTC-5).
| Data        | Horário | Fase          |
| ----------- | ------- | ------------- |
| 7 de agosto | 11:39   | Eliminatórias |
| 7 de agosto | 21:14   | Final B       |
| 7 de agosto | 21:14   | Final A       |

## Medalhistas
| Ouro   | USA Tom Shields    |
| Prata  | GUA Luis Martínez  |
| Bronze | BRA Vinicius Lanza |

## Recordes
Antes desta competição, os recordes mundiais e pan-americanos da prova eram os seguintes:
| Tipo                             | Atleta             | Tempo | Local   | Data                |
| -------------------------------- | ------------------ | ----- | ------- | ------------------- |
|                                  | USA Caeleb Dressel | 49s50 | Gwangju | 26 de julho de 2019 |
| Recorde dos Jogos Pan-Americanos | USA Giles Smith    | 52s04 | Toronto | 16 de julho de 2015 |

Os seguintes novos recordes foram estabelecidos durante esta competição:
| Data        | Evento        | Atleta            | Tempo | Notas                            |
| ----------- | ------------- | ----------------- | ----- | -------------------------------- |
| 7 de agosto | Eliminatórias | GUA Luis Martínez | 51.44 | Recorde dos Jogos Pan-Americanos |

## Resultados

### Eliminatórias
A eliminatória foi realizada em 7 de agosto. 
| Pos. | Bateria | Raia | Nadador                  | Nacionalidade                | Tempo | Notas |
| ---- | ------- | ---- | ------------------------ | ---------------------------- | ----- | ----- |
| 1    | 2       | 4    | Luis Martínez            | GUA Guatemala                | 51.44 | QA,   |
| 2    | 2       | 5    | Santiago Grassi          | ARG Argentina                | 51.92 | QA    |
| 3    | 3       | 5    | Matthew Josa             | USA Estados Unidos           | 52.28 | QA    |
| 4    | 3       | 4    | Vinicius Lanza           | BRA Brasil                   | 53.11 | QA    |
| 5    | 1       | 4    | Tom Shields              | USA Estados Unidos           | 53.29 | QA    |
| 6    | 3       | 6    | Ben Hockin               | PAR Paraguai                 | 53.43 | QA    |
| 7    | 1       | 5    | Long Gutiérrez           | MEX México                   | 54.05 | QA    |
| 8    | 2       | 6    | David Arias              | COL Colômbia                 | 54.16 | QA    |
| 9    | 1       | 3    | Roberto Strelkov         | ARG Argentina                | 54.18 | QB    |
| 10   | 3       | 3    | Esnaider Reales          | COL Colômbia                 | 54.19 | QB    |
| 11   | 2       | 3    | Mateo González Medina    | MEX México                   | 54.37 | QB    |
| 12   | 1       | 6    | Bryan Chavez Avendaño    | VEN Venezuela                | 54.85 | QB    |
| 13   | 2       | 1    | Javier Tang Juy          | PER Peru                     | 55.47 | QB    |
| 14   | 3       | 2    | Kael Yorke               | TTO Trinidad e Tobago        | 55.53 | QB    |
| 15   | 2       | 2    | N'Nhyn Fernander         | BAH Bahamas                  | 55.65 | QB    |
| 16   | 2       | 7    | Bryan Alvaréz            | CRC Costa Rica               | 55.80 | QB    |
| 17   | 1       | 7    | Carlos Vasquez Moreno    | HON Honduras                 | 56.01 |       |
| 18   | 1       | 2    | Gabriel Araya            | CHI Chile                    | 56.13 |       |
| 19   | 3       | 1    | Lázaro Martín Vergara    | CUB Cuba                     | 56.17 |       |
| 20   | 1       | 1    | Gustavo Gutierrez Lozano | PER Peru                     | 56.20 |       |
| 21   | 3       | 7    | Adriel Sanes             | ISV Ilhas Virgens Americanas | 56.46 |       |
| 22   | 2       | 8    | Lleyton Martin           | ANT Antígua e Barbuda        | 58.28 |       |
| 23   | 3       | 8    | Jesse Washington         | BER Bermudas                 | 58.54 |       |

### Final B
A final B foi realizada em 7 de agosto. 
| Pos. | Raia | Nadador               | Nacionalidade         | Tempo | Notas |
| ---- | ---- | --------------------- | --------------------- | ----- | ----- |
| 9    | 4    | Roberto Strelkov      | ARG Argentina         | 54.04 |       |
| 10   | 3    | Mateo González Medina | MEX México            | 54.09 |       |
| 11   | 5    | Esnaider Reales       | COL Colômbia          | 54.30 |       |
| 12   | 6    | Bryan Chavez Avendaño | VEN Venezuela         | 54.82 |       |
| 13   | 8    | Bryan Alvaréz         | CRC Costa Rica        | 55.50 |       |
| 14   | 1    | N'Nhyn Fernander      | BAH Bahamas           | 55.71 |       |
| 15   | 7    | Kael Yorke            | TTO Trinidad e Tobago | 55.90 |       |
| 16   | 2    | Javier Tang Juy       | PER Peru              | 56.06 |       |

### Final A
A final A foi realizada em 7 de agosto. 
| Pos.              | Raia | Nadador         | Nacionalidade      | Tempo | Notas |
| ----------------- | ---- | --------------- | ------------------ | ----- | ----- |
| Medalha de ouro   | 2    | Tom Shields     | USA Estados Unidos | 51.59 |       |
| Medalha de prata  | 4    | Luis Martínez   | GUA Guatemala      | 51.63 |       |
| Medalha de bronze | 6    | Vinicius Lanza  | BRA Brasil         | 51.88 |       |
| 4                 | 5    | Santiago Grassi | ARG Argentina      | 52.15 |       |
| 5                 | 3    | Matthew Josa    | USA Estados Unidos | 52.22 |       |
| 6                 | 1    | Long Gutiérrez  | MEX México         | 53.67 |       |
| 7                 | 7    | Ben Hockin      | PAR Paraguai       | 53.70 |       |
| 8                 | 8    | David Arias     | COL Colômbia       | 54.06 |       |

Legenda
| Recorde mundial                  | Recorde mundial (World record)               |                       | Recorde africano                      | Recorde africano (African) |                                           | Q | Classificado por posição (Qualified) |
| Recorde dos Jogos Pan-Americanos | Recorde pan-americano (Pan-American record)  | Recorde da América    | Recorde da América (Americas)         | q                          | Classificado por melhor tempo (Qualified) |   |                                      |
| Melhor marca do ano              | Melhor marca do ano (World leading)          | Recorde asiático      | Recorde asiático (Asian)              | DNS                        | Não largou (Did not start)                |   |                                      |
| Recorde nacional                 | Recorde nacional (National record)           | Recorde europeu       | Recorde europeu (European)            | DNF                        | Não terminou (Did not finish)             |   |                                      |
| Recorde pessoal                  | Recorde pessoal do atleta (Personal best)    | Recorde da Oceania    | Recorde da Oceania (Oceania)          | DSQ / DQ                   | Desclassificado (Disqualified)            |   |                                      |
| Recorde da temporada             | Recorde da temporada do atleta (Season best) | Recorde sul-americano | Recorde sul-americano (South America) | NM                         | Sem marca (No mark)                       |   |                                      |